# ديفيد س. شيلينغ
ديفيد س. شيلينغ (بالإنجليزية: David C. Schilling)‏ هو ضابط أمريكي، ولد في 15 ديسمبر 1918 في ليفنوورث في الولايات المتحدة، وتوفي في 14 أغسطس 1956 في Eriswell ‏ في المملكة المتحدة بسبب حادث مرور.